# Hook Norton Brewery Co Ltd
Hook Norton Brewery Co Ltd, bryggeri i Hook Norton, Oxfordshire, Storbritannien. Bryggeriet producerar öl och invigdes 1849.

## Exempel på varumärken
- Hooky Dark
- Generation
- Old Hooky